# Onslunda
Onslunda – miejscowość (tätort) w Szwecji, w regionie administracyjnym (län) Skania, w gminie Tomelilla.
Według danych Szwedzkiego Urzędu Statystycznego liczba ludności wyniosła: 524 (31 grudnia 2015), 499 (31 grudnia 2018) i 494 (31 grudnia 2019).